# The Informant!
The Informant! è un film del 2009 diretto da Steven Soderbergh ed interpretato da Matt Damon, basato su una storia vera raccontata nel libro-inchiesta The Informant (a True Story), scritto dal giornalista Kurt Eichenwald.
Mescolando diversi generi, come thriller e commedia nera, viene raccontata la storia del biochimico Mark Whitacre che aiuta l'agente FBI Brian Shepherd nello smascherare il cartello per controllare i prezzi  di derivati del mais sul mercato internazionale, che coinvolge anche l'azienda per cui lavora Whitacre.
Il film è stato presentato fuori concorso alla 66ª Mostra internazionale d'arte cinematografica di Venezia.

## Trama
Stati Uniti, 1992. Mark Whitacre, biochimico di successo dell'Archer Daniels Midland (ADM), multinazionale statunitense dell'agroalimentare, decide di collaborare con l'FBI per denunciare gli accordi tra la sua azienda e i concorrenti internazionali per manipolare il prezzo di derivati del mais nel mercato globale.
Grazie alle registrazioni video e vocali eseguite lungo due anni e mezzo di collaborazione con l'FBI, Mark Whitacre riesce a dare prove concrete sugli accordi sottobanco. Numerosi alti dirigenti vengono incarcerati per frode e truffa, mentre il biochimico sta per divenire il nuovo amministratore dell'azienda, mandata sul lastrico da lui stesso per le rivelazioni scottanti.
Il finale sembra positivo per Whitacre, allorché si scopre un ammanco nelle casse dell'azienda dovuto a trasferimenti illeciti di denaro che l'uomo inviava ai suoi numerosi conti esteri per quasi dieci milioni di dollari. Whitacre, con 45 capi d'accusa sulle spalle, nel 1997 viene condannato a 9 anni di detenzione; scontata la pena, nel 2006 può tornare a casa da moglie e figli.

## Produzione
Nel 2002, dopo aver completato Ocean's Eleven, Soderbergh ha annunciato la sua intenzione di adattare il libro-inchiesta The Informant, scritto dall'ex giornalista del New York Times Kurt Eichenwald. Scott Z. Burns ha scritto la sceneggiatura basandosi sul libro.
La produzione è iniziata nel maggio 2008 a Decatur, Illinois. Le riprese hanno avuto luogo nella ex villa di Whitacre a Moweaqua, Illinois, una piccola cittadina a circa 25 miglia da Decatur. Alcuni scene hanno avuto luogo a Mesa, Arizona, nel novembre 2008.
Per interpretare la parte di Mark Whitacre, Matt Damon si è imbruttito ed è ingrassato di diversi chili.

## Distribuzione
Il film è stato presentato fuori concorso alla 66ª Mostra internazionale d'arte cinematografica di Venezia e successivamente al Toronto International Film Festival. È stato distribuito nelle sale italiane e statunitensi dal 18 settembre 2009, su distribuzione Warner Bros. Pictures.